# الوطنية للزراعات المحمية
الشركة الوطنية للزراعات المحمية هي شركة مساهمة حكومية مصرية، تابعة لجهاز مشروعات الخدمة الوطنية للقوات المسلحة أحد أجهزة وزارة الدفاع، أنشأت سنة 2016 بهدف تحقيق الاكتفاء الذاتي من الخضروات والفاكهة من خلال الزراعة في الصوب الزجاجية،
ويبلغ الصوب المستخدمة والجاري إنشائها في مشروعات الشركة حوالي 100 ألف صوبة.

## مشروعات الشركة
- قطاع قاعدة محمد نجيب: يقع داخل قاعدة محمد نجيب العسكرية بمحافظة مطروح، اُفتتحت المرحلة الأولى سنة 2018 على مساحة 4900 فدان ويضم 1302 صوبة زجاجية،[5] أما المرحلة الثانية فتم افتتاحها سنة 2019 مساحة 10000 فدان، ويضم 1300 صوبة زجاجية.[6]
- مزرعة اللاهون: تقع في محافظة الفيوم على مساحة 13 ألف فدان، تحتوي على 2000 صوبة زجاجية، بمساحة 2.5 فدان للصوبة الواحدة.[7]
- مزرعة أبو سلطان: تقع جنوب منطقة أبو سلطان في محافظة الإسماعيلية على مساحة 12500 فدان، تحتوي على 2350 صوبة زجاجية، بمساحة 2.5 فدان للصوبة الواحدة.[8]
- مزرعة العاشر من رمضان: تقع شمال مدينة العاشر من رمضان في محافظة الشرقية على مساحة 4300 فدان.[9]

## وصلات خارجية
- الموقع الرسمي للشركة.
- الصفحة الرسمية للشركة على موقع فيس بوك.